# Shilabo (Éthiopie)
Cet article concerne la ville. Pour le district dont elle est le centre administratif, voir Shilabo.
Shilabo (également appelée Shilabe ou Shilavo[réf. souhaitée] ; en somali : Shiilaabo ; en italien : Scilave) est une ville d'Éthiopie située dans la zone Korahe de la région Somali. Elle se trouve à 6° 05′ 35″ N, 44° 46′ 06″ E et à 395 mètres d'altitude.
Il s'agit de la ville natale de Siad Barre, président de la Somalie entre 1969 et 1991.
Peuplée de 4 924 habitants en 2007, elle est la seule agglomération recensée dans le district homonyme.